# Mühlbach (Selb)
Mühlbach je obec, která se nachází asi 3 kilometry západně od českých hranic a zároveň 4 kilometry východně od města Selb. Obcí protéká Račí potok. V obci je zastávka autobusové linky číslo 15.

## Historie
V roce 1978 byla vesinice Mühlbach začleněna do města Selb.